# Bjärred–Lund–Harlösa järnväg
Bjärred-Lund-Harlösa Järnväg (BLHJ) bildades 1918 genom en sammanslagning av de båda av Lunds stad ägda enskilda järnvägarna Lund-Bjärreds Järnväg och Lund-Revinge Järnväg. 
Järnvägen var troligen en av de mest olönsamma järnvägarna i Sverige, och persontrafiken samt den allämna godstrafiken lades ner 1939. Sträckan Lund–Hardeberga trafikerades dock av sten- och bettransporter fram till våren 1966, varefter spåret revs. Stationen Lund Ö på denna linje hade rivits redan 1949; huvudstationen, Lunds södra station, står fortfarande kvar och har använts som fackföreningskontor.

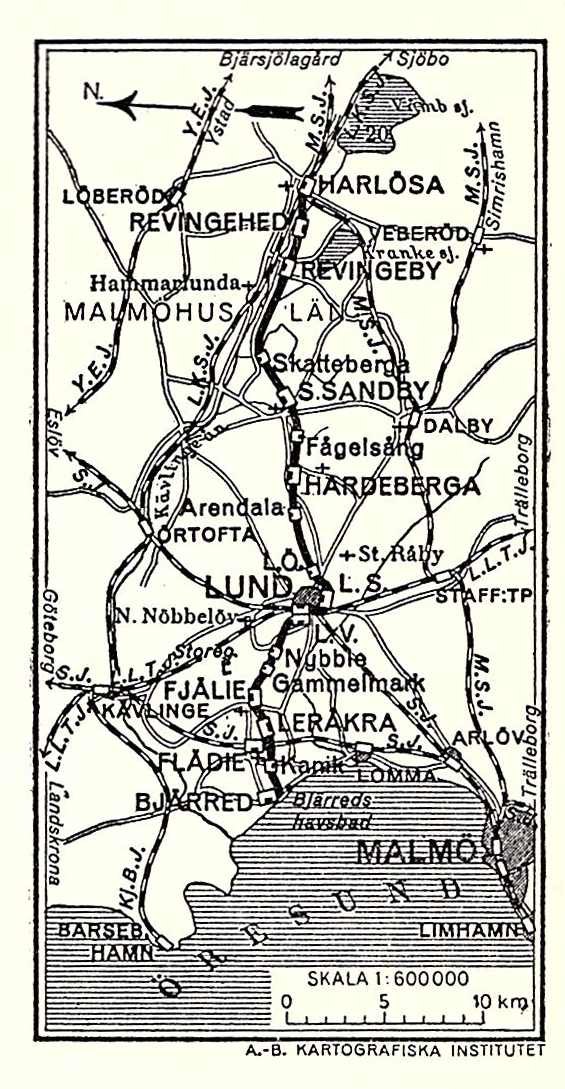
Karta. 1926

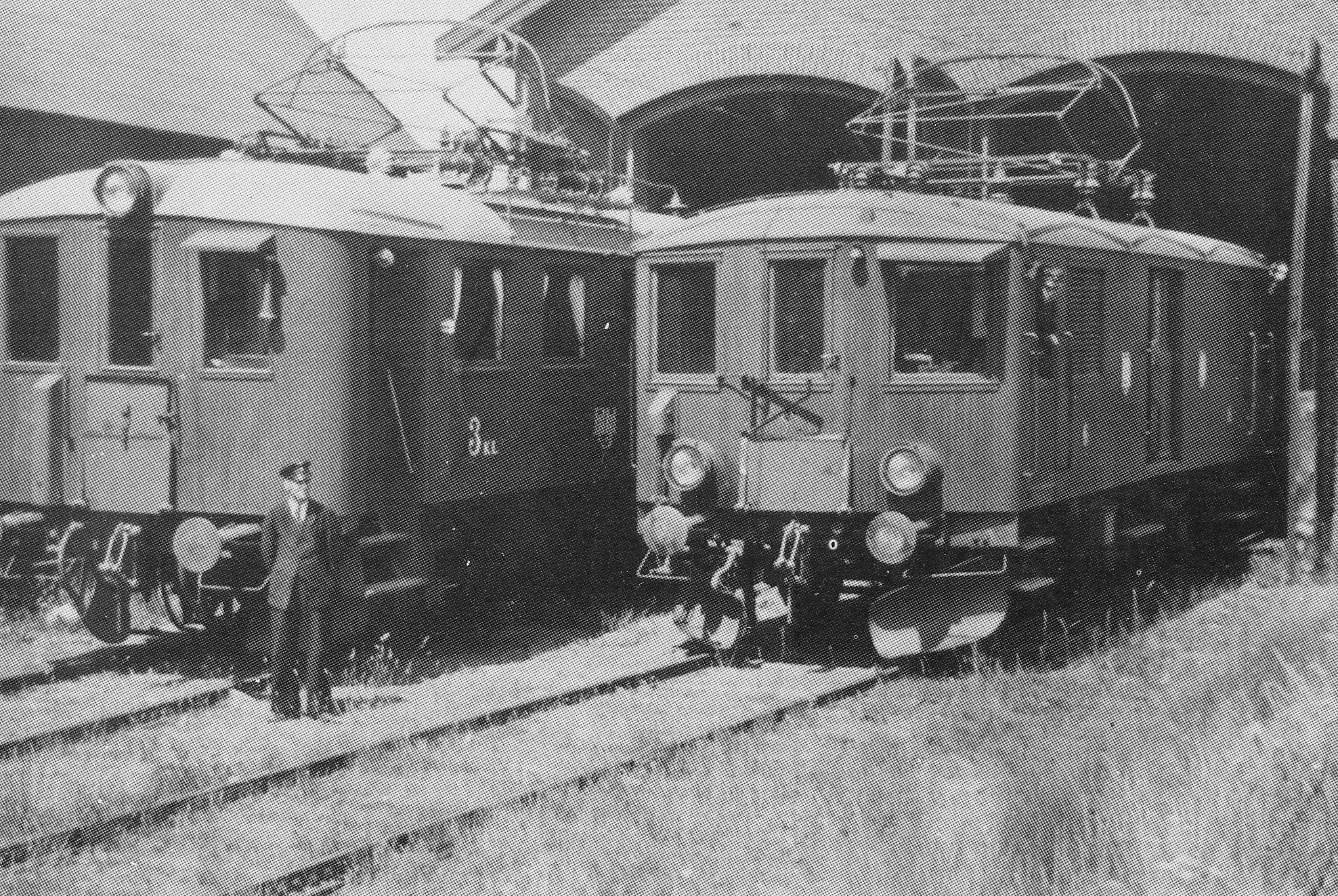
Elmotorvagn BLHJ 7 och ellok BLHJ 6 framför lokstallet vid Lunds Västra på 1930-talet.

Lund-Bjärreds Järnvägs station, Lund V, revs 1948. Lokstallet användes som lagerbyggnad fram till 1962, då också det revs.
Bjärreds station, belägen där Parkallén möter Södra Västkustvägen, finns bevarad och fungerar i dag som restaurang.